# 孔雀座π
孔雀座π，又名CP-63 4292，HD 165040、SAO 254147、HR 6745，是孔雀座的一颗恒星，视星等为4.35，位于銀經330.49，銀緯-19.59，其B1900.0坐标为赤經17h 58m 57.1s，赤緯-63° -19.59′ 20″。